# Astragalus glacialis
Astragalus glacialis là một loài thực vật có hoa trong họ Đậu. Loài này được Lovric miêu tả khoa học đầu tiên.